# Cerodontha kivuensis
Cerodontha kivuensis är en tvåvingeart som beskrevs av Spencer 1959. Cerodontha kivuensis ingår i släktet Cerodontha och familjen minerarflugor.
Artens utbredningsområde är Kongo. Inga underarter finns listade i Catalogue of Life.